# فرانك جوستوس ميلر
فرانك جوستوس ميلر (بالإنجليزية: Frank Justus Miller)‏ هو مترجم أمريكي، ولد في 26 نوفمبر 1858 في كلينتون في الولايات المتحدة، وتوفي في 23 أبريل 1938 في نوروولك في الولايات المتحدة.